# Свято-Миколаївський храм (В'язівок)
Свято-Миколаївський храм — чинна мурована церква, пам'ятка архітектури місцевого значення охоронний № 242, Павлоградського благочиння Дніпропетровська єпархія УПЦ (МП), що розташоване у селі В'язівок Павлоградського району Дніпропетровської області.

## Архітектура
Трьохпрестольна церква Святого Миколая побудовано у вигляді хреста з силікатної цегли.
Різьблені іконостаси для трьох меж:
- центральна межа — Микільська,
- північна межа — на честь Архістратига Михаїла (на згадку про першого дерев'яному храмі),
- південна межа — на честь Царствених мучеників (в пам'ять про благочестиву родину страстотерпців).

Церкву Святого Миколая прикрашено вітражами, на яких зображені чудеса з життя святителя Миколая Чудотворця.
Іконописці з Корця та Харкова виконали розпис церкви. Зовні та всередині церкви встановлене підсвічування.

## Історія
Церква Святого Миколая у В'язівку Павлоградського району Дніпропетровської області зведено у 1913 році на 300-річчя дому Романових.
У 1930-і роки церкву Святого Миколая було закрито й перетворено на колгоспну комору, й згодом на спортивний зал школи.
За німецько-радянської війни німецька влада дозволила відкрити церкву. За хрущовського гоніння на релігію у 1963 році церкву закрили й він поступово почав приходити в занепад.
У 1991 році церкву Святого Миколая віддали РПЦ після чого почалася реконструкція храму. Були відкриті бібліотека і недільна школа.
5 квітня 2008 року на дзвіницю було поставлено 12 нових дзвонів.
Урочисте освячення й відкриття відродженого Свято-Миколаївського храму відбулося 14 жовтня 2008 року на свято Покрови Божої Матері.

## Джерела

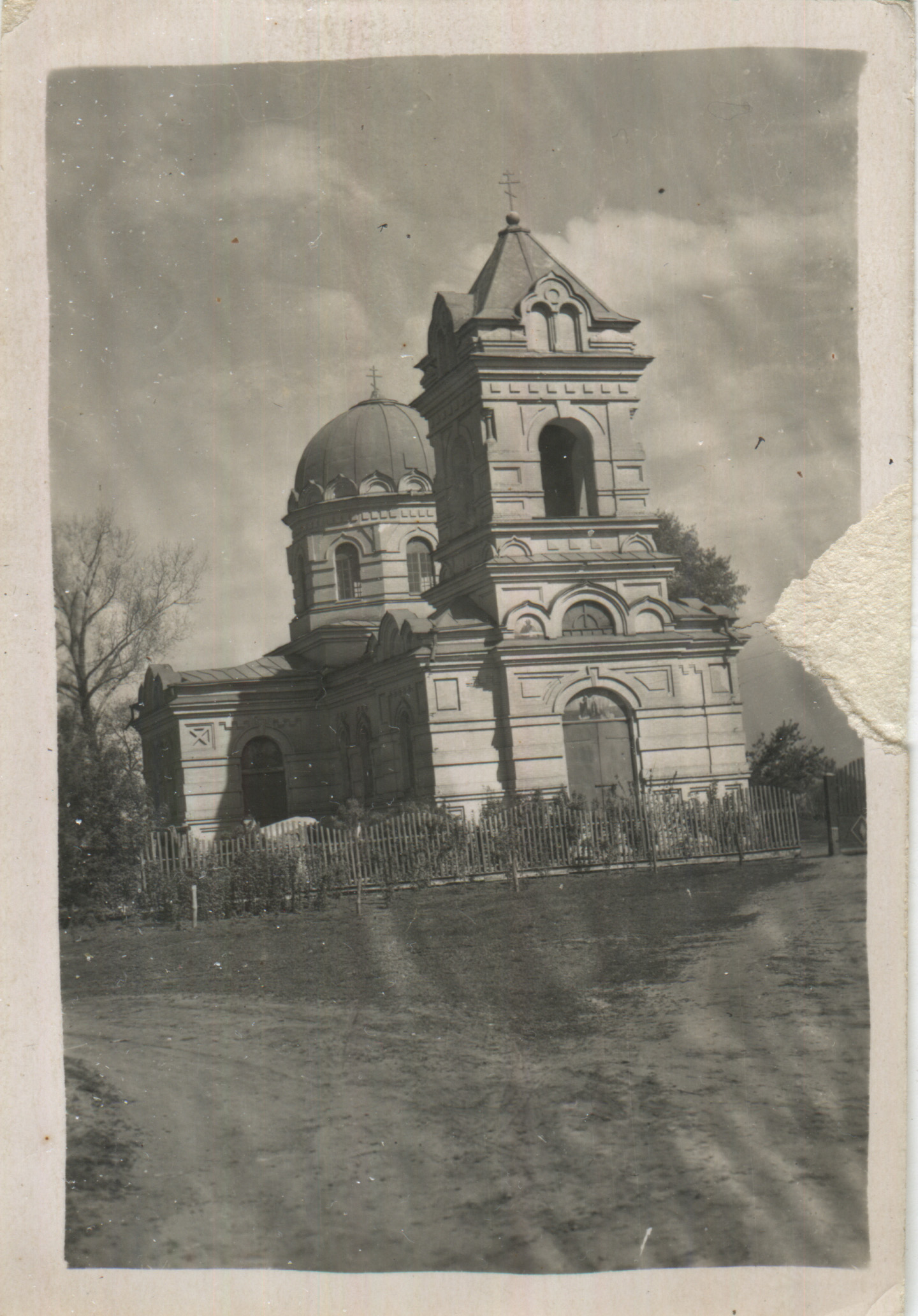
Свято-Миколаївська церква 1913 року будівництва. Фото 1950-х рр.